# Cornelis Schut

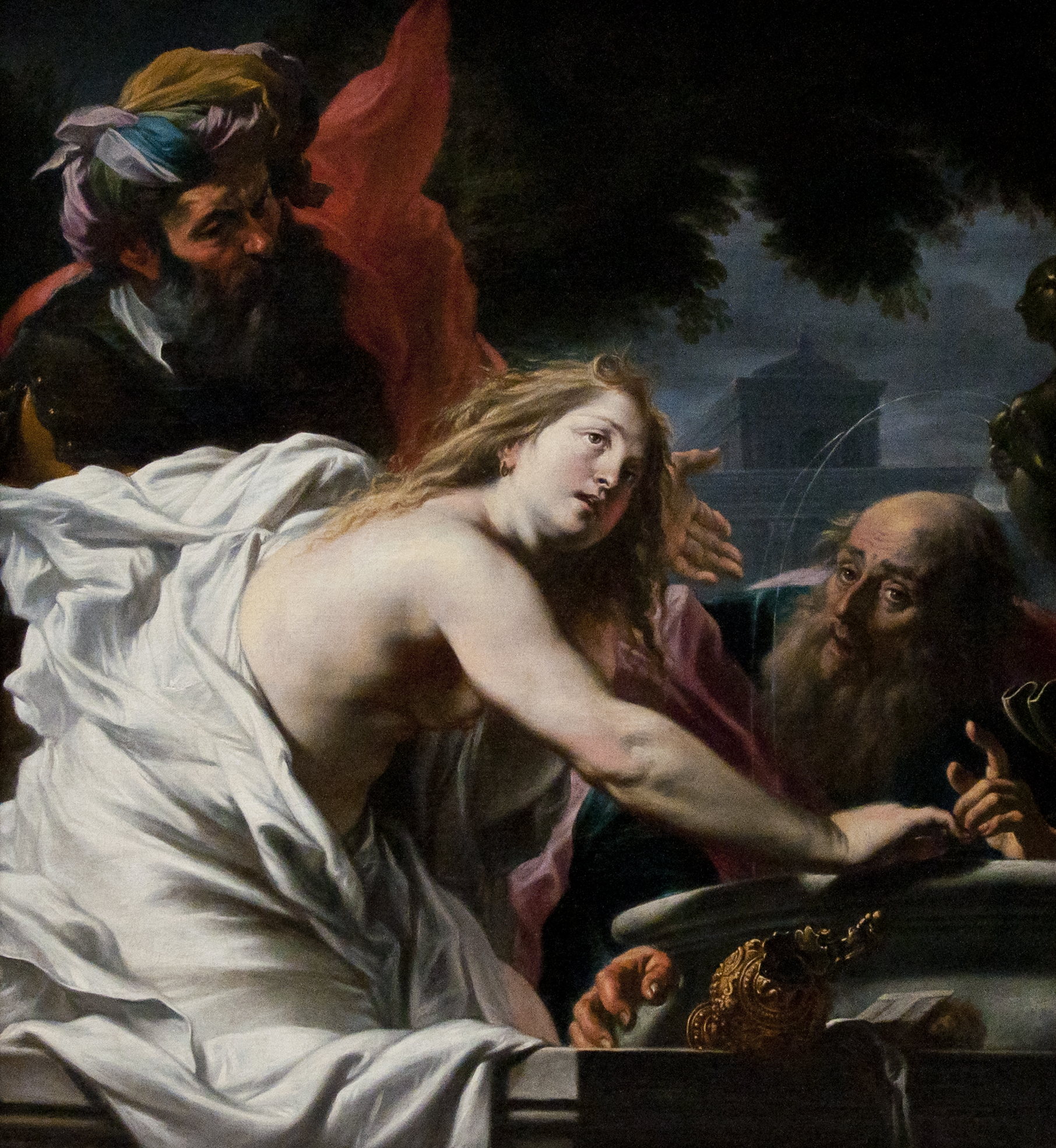
Susanna e os Velhos

Cornelis Schut (Antwerp, 13 de maio de 1597 - Antwerp, 29 de abril de 1655) foi um pintor, desenhista, gravador e criador de tapeçarias, que trabalhava principalmente com obras religiosas, típicas da Contra-Reforma, e mitológicas, tendo sido um dos pintores mais importantes de Antuérpia na primeira metade do século XVII .

## Vida
Foi aluno de Peter Paul Rubens, conforme informações do historiador Jacob Campo Weyerman, mas também pode ter trabalhado no ateliê de Abraham Janssens, um dos principais pintores históricos de Antuérpia. Tornou-se membro da Guilda de São Lucas da cidade em 1618. Partiu para a Itália em 1618 e, enquanto em Roma, foi membro fundador dos Bentvueghels, 
Em 1627, trabalhou em afrescos na villa "Casino Pescatore", em Frascati, de propriedade de Giorgio Pescatori (aka Pieter de Vischere), um banqueiro italiano de acedência flamenga, com a colaboração de Tyman Arentsz. Cracht. Recebeu encomendas também de  Vincenzo Giustiniani, trabalhando em duas grandes composições que agora estão na Abadia das Damas, em Caen, na Normandia. Seu trabalho também atraiu a atenção de Poussin, que então residia em Roma na casa do escultor flamengo François Duquesnoy.  
Em setembro, 1627 foi preso pela morte de um colega artista, tendo sido libertado em outubro do mesmo ano com a ajuda da Academia de São Lucas. Depois disso foi para Florença e, mais tarde, voltou para Antuérpia. Foi importante no projeto decorativo da Entrada Real do Cardeal-Infante Fernando de Áustria, em 1635, em Antuérpia e Ghent, com a colaboração de Gaspard de Crayer, Nicolas Roose, Jan Stadius e Theodoor Rombouts.. Também trabalhou em um dos altares da Catedral de Antuérpia com Thomas Willeboirts Bosschaert.
Morreu em Antuérpia em 1655. Foi professor de Ambrosius (II) Gast, Jan Baptist van den Kerckhoven, Philippe Vleughels, Hans Witdoeck e seu primo, Cornelis Schut III.

## Obras

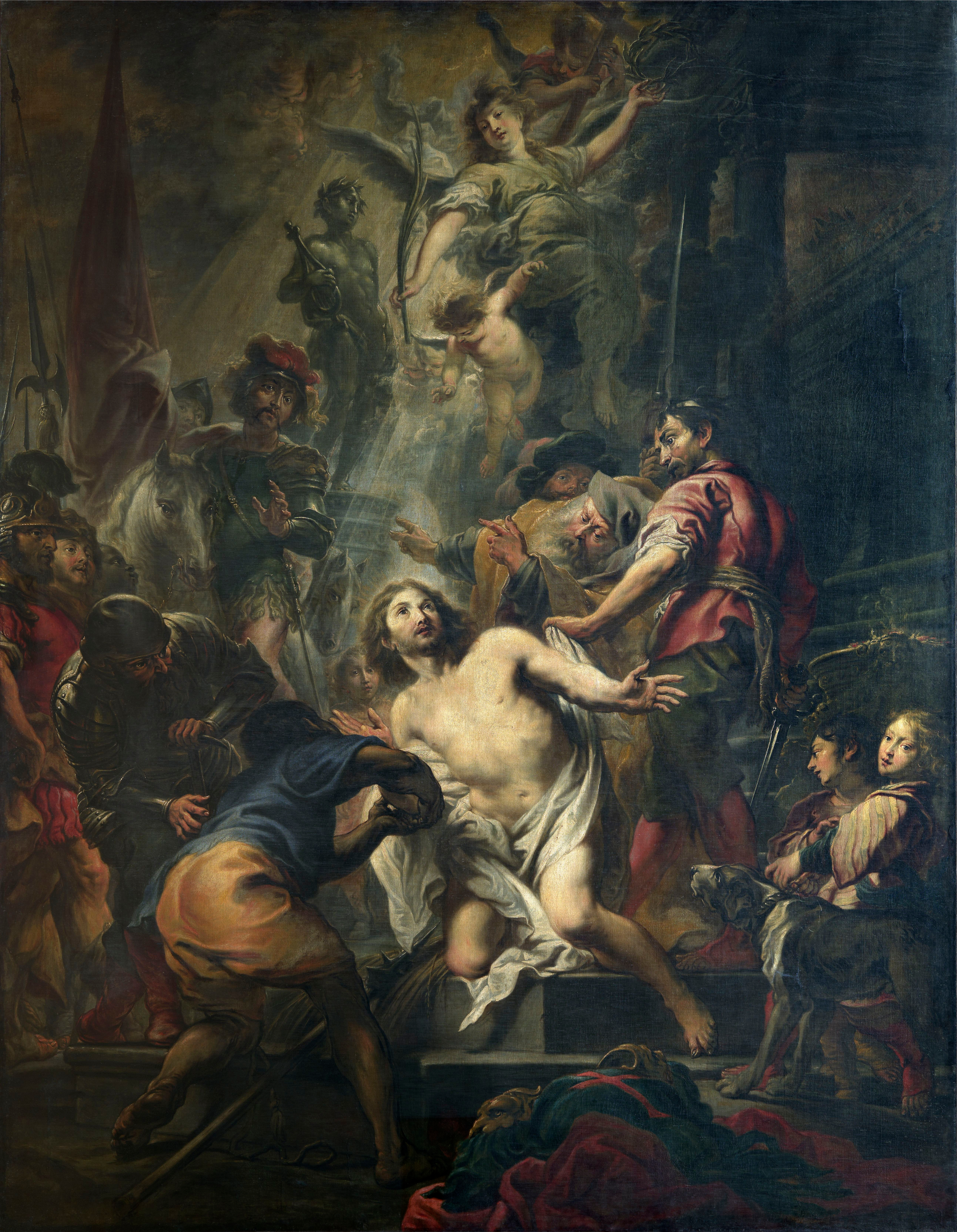
O Martírio de São Jorge

Sua primeiras influências foram de Abraham Janssens. Durante sua viagem à Roma, em 1624, e Florença, em 1627, adotou elementos do estilo Barroco de Pietro da Cortona, Guercino e as tendências clássicas de Domenichino, Guido Reni e Federico Barocci.
Como era comum na Antuérpia do século XVII, Schut muitas vezes colaborava com outros artistas, tais como Pieter Neefs, o Velho, Daniel Seghers, Frans Ykens, Hans Witdoeck, Václav Hollar e Lucas Vorsterman.